# 范汪
范汪（309年—373年），字玄平，南陽順陽（今河南省淅川县李官桥镇）人。東晉官員，官至安北將軍、徐兗二州刺史，但不久被桓溫所廢。

## 生平
范汪父親范稚早死，故他年紀輕輕就已孤貧，在六歲時渡江依附母家新野庾氏。當時的荊州刺史王澄亦十分欣賞他。范汪長大後十分好學，但因母家亦貧困，無力供給，故此范汪自建屋廬，簡樸生活，夜裏以柴火照明寫書，寫好後又朗讀多遍，故此令得自己博學且通曉很多事理，又擅長談論名理是非。
范汪二十歲時到京師建康，但正遇上蘇峻之亂，蘇峻率叛軍攻陷建康。范汪見狀唯有向西方逃走。當時護軍將軍、中書令庾亮逃出建康，在尋陽與平南將軍溫嶠的部隊會合。但因訊息斷絕，二人皆不知蘇峻軍虛實，未敢輕舉妄動。范汪西奔時經過尋陽，溫嶠就去拜訪他，范汪於是告知蘇峻政令不一、貪暴縱橫的事實，並且勸溫嶠早日進擊。溫嶠於是組建起討伐蘇峻的義軍。而在溫嶠拜訪後的當日，范汪就收到來自庾亮及溫嶠的禮聘和任命，請范汪參護軍事。
蘇峻之亂於咸和四年（329年）被平定，范汪因功被賜爵都鄉侯，並擔任平西將軍庾亮的參軍。次年，因參興討平右將軍郭默而被進爵都亭侯。後又先後任司空郗鑒掾及宛陵縣令。然後又再任征西將軍庾亮的參軍，及後轉任其別駕。范汪前後任庾亮屬官共十多年，互相恭敬。庾亮去世後，范汪轉拜鷹揚將軍、安遠護軍、武陵內史。又被徵為中書侍郎。
建元元年（343年），中書監何充入朝輔政，請范汪為其長史。永和元年（345年），征西將軍庾翼去世，何充推薦桓溫為安西將軍接替庾翼，而桓溫則請了范汪為其長史。永和二年（346年），桓溫率軍進攻成漢，范汪則留在江陵處理荊州留府事務。至次年桓溫成功滅亡成漢，范汪亦獲進爵武興縣侯。及後桓溫多次請范汪繼續為其長史，並兼領江州刺史，但范汪都不就職，反自請還京，請求任東陽太守。此舉則令桓溫十分憎恨范汪。
范汪在東陽郡大興學校，甚有惠政。後來就被徵召入朝為中領軍、本州大中正。當時會稽王司馬昱在朝輔政，十分親近范汪，故在升平五年（361年）北中郎將，徐、兗二州刺史郗曇去世後，就讓范汪都督徐兗青冀幽五州及揚州之晉陵諸軍事、安北將軍、徐兗二州刺史、假節。
然而桓溫仍然憎恨范汪，以將行北伐為由命范汪率眾到梁國，及後指責范汪過約定時間而廢他為庶人。當時朝廷因畏懼桓溫而不敢為范汪爭理，於是范汪的遭遇就令人歎恨。范汪及後居於吳郡，從容講學，不論是非。後來范汪到桓溫的駐地故孰，拜見桓溫。桓溫當時正圖起用位居才下的人，助其篡位，見范汪遠道而來見自己，就十分期待，更向袁虎說：「范公可作太常卿。」但范汪到後，雖然確實是投靠桓溫，然而又怕過於明顯會有損時望，於是假稱是兒子埋葬在故孰，所以才來。桓溫聽後十分失望，原先的打算都打消念頭了。
寧康元年（373年），范汪六十五歲時在家中去世，朝廷追贈散騎常侍，諡為穆侯。

## 家庭

### 祖父
- 范晷，西晉雍州刺史。

### 父親
- 范稚，大將軍掾，早卒

### 叔伯
- 范廣，范汪伯父，堂邑縣令。
- 范堅，范汪叔父，歷任尚書左丞及護軍長史。

### 子女
- 范康，嗣子，早卒。
- 范甯，范汪子，知名，官至中書侍郎，豫章太守。
- 范蓋，范汪女，嫁王坦之。

### 孫兒
- 范弘之，范汪孫，襲爵武興侯。晉太學博士、餘杭縣令。
- 范泰，范甯子，晉官至護軍將軍，南朝宋官至特進、侍中、左光祿大夫、國子祭酒，領江夏王師。

## 参看
- 顺阳范氏

## 延伸阅读
[在维基数据编辑]
 《晉書·卷075》，出自房玄齡《晉書》